# Mercedes-Benz W 144
La Mercedes-Benz W 144, appelée Type 130 VB, était le prototype d'une automobile compacte à traction avant, que Daimler-Benz AG a construit en 1936-1937. Hans Gustav Röhr, successeur du défunt directeur technique Hans Nibel depuis 1934 et précédemment employé chez Adler, avait conçu la voiture sur la base du modèle Adler Trumpf.
L'automobile compacte avec un empattement de 2 700 mm était conçue en tant que berline deux portes. Cependant, il y a aussi une photo d'une berline quatre portes avec les portes avant articulées à l'avant et les portes arrière articulées à l'arrière. 18 voitures d'essai ont été construites. Elles avaient un moteur quatre cylindres Boxer à soupapes latérales avec un rapport alésage/course carré (74 mm × 74 mm), entraînant une cylindrée de 1 272 cm3. Le moteur développait 35 ch (26 kW) à 4 300 tr/min et entraînait les roues avant, qui étaient suspendues sur des triangles et des tiges de ressort, via une boîte de vitesses à quatre vitesses avec surmultiplication (1:0,765) et levier de vitesse monté sur colonne. L'essieu arrière a été conçu comme un essieu oscillant et suspendu à des ressorts à lames semi-elliptiques et à des tiges de ressort. Les 4 roues avaient des freins hydrauliques. La vitesse maximale du véhicule était de 100 km/h.
En août 1937, Röhr meurt d'une pneumonie. Tous les développements (à l'exception de la Type 400 V) ont immédiatement été arrêtés et toutes les voitures d'essai ont été mises au rebut. De cette manière, ses adversaires au sein de l'entreprise ont assuré que son travail ne laissait aucune trace durable sur Daimler-Benz AG. L'employé de Röhr, l'ingénieur senior Dauben, est resté dans l'entreprise pendant encore 20 ans.

## Production W 144
| Année | 1936 | 1937 | total |
| ----- | ---- | ---- | ----- |
| W 144 | 12   | 6    | 18    |